# Gil Cuppini
Gilberto „Gil“ Cuppini (* 6. Juni 1924 in Mailand; † 16. Juni 1996 in Sarzana) war ein italienischer Jazzmusiker (Schlagzeug, Arrangement, Komposition) und Bandleader.

## Leben und Wirken
Cuppini erhielt Klavierunterricht und studierte Medizin, begann 1946 mit dem Schlagzeug und spielte in den 1940er Jahren als Schlagzeuger in italienischen Swingbands; 1948 wurde er Mitglied von Hazy Osterwalds Band. Auf dem Pariser Festival International 1949 de Jazz begleitete er Armando Trovajoli und Gorni Kramer. Während der 1950er Jahre spielte er bei Nunzio Rotondo und in einem Sextett, das von Gianni Basso und Oscar Valdambrini geleitet wurde, und gastierte auf dem Sanremo-Jazz-Festival; außerdem leitete er eigene Ensembles, für die er komponierte und arrangierte. 
Im Jahr 1958 besuchte Cuppini die Vereinigten Staaten mit der International Youth Band von Marshall Brown, danach arbeitete er mit Lee Konitz und trat mit Teddy Wilson und Arvell Shaw in Brüssel auf. Cuppini, der 1960 den ersten Italian Jazz Cup erhielt, trat Anfang der 1960er Jahre mit einer Reihe von Konzerten bei der italienischen Radiostation RAI auf, nahm aber auch mit Enrico Intra auf. Seine Concert Jazz Band war das erste Jazzorchester, das in der Mailänder Scala auftrat (1965). Anfang der 1970er Jahre nahm er Alben mit Joe Venuti auf.
Später spielte Cuppini in einer Rhythmusgruppe mit Franco D’Andrea und Giorgio Azzolini, die verschiedene US-amerikanische und europäische Musiker auf ihren Tourneen begleitete. Trotz gesundheitlicher Probleme leitete er in den letzten Jahrzehnten weiterhin Big Bands, meist mit jungen Musikern, und trat in Ligurien und der Toskana in kleineren Clubs auf.
Als Schlagzeuger mit klarem Drive und Sound war Cuppini wesentlich in der Spielweise von Kenny Clarke verwurzelt, bevorzugte aber manchmal eine Swing-Rhythmik. Als Arrangeur war er von Neal Hefti und später von Bill Holman beeinflusst. Auf What's New?, einem seiner wenigen Alben unter eigenem Namen, spielten im Gil Cuppini Quintet Dusko Goykovich, Barney Wilen, George Gruntz und Karl Theodor Geier. In Bigband-Besetzung nahm er 1967 das Album „A New Day“ auf, das 1980 auf Red Records erschien.